# Willem Nelis van Liere
Willem Nelis van Liere ('s-Heer Abtskerke, 2 november 1900 – Oudelande, 11 april 1981) was een Nederlands politicus van de CHU.
Hij werd geboren als zoon van Willem van Liere (1873-1950, landbouwer en later burgemeester) en Pieternella Christina van Iwaarden (1868-1950). W.N. van Liere was landbouwer en kwam in 1934 in de gemeenteraad van Oostkapelle. In mei 1945 werd hij waarnemend burgemeester van Vrouwenpolder. Dertien maanden later werd hij daar de kroonbenoemde burgemeester. Vanaf mei 1952 was Van Liere burgemeester van de gemeenten Baarland en Oudelande. Eind 1965 ging hij met pensioen maar hij bleef aan als waarnemend burgemeester van beide gemeenten vanwege een aanstaande gemeentelijke herindeling. In 1970 gingen die gemeenten op in de gemeente Borsele waarmee zijn functie kwam te vervallen. Van Liere overleed in 1981 op 80-jarige leeftijd.